# Paul Cloyd
Paul Virgil Cloyd (Madison, 13 giugno 1920 – Beaver Dam, 28 dicembre 2005) è stato un cestista e allenatore di pallacanestro statunitense, professionista nella NBL, nella NBA e nella NPBL.

## Carriera
Venne selezionato dai Washington Capitols nel Draft BAA 1947.